# Алојз Ригл
Алојз Ригл  (14. јануар 1858, Линц — 17. јун 1905, Беч) био је аустријски историчар уметности, професор на Бечком универзитету и саоснивач бечке школе историје уметности. 
Био је противник позитивистичке методе. Посветио се проучавању римске уметности и холандијске уметности 17. века те бризи о споменицима културе.